# 1990 w polityce

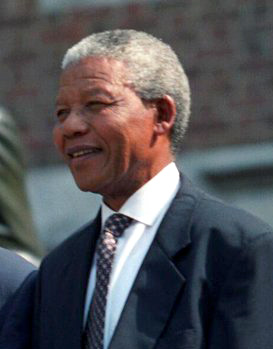
Nelson Mandela

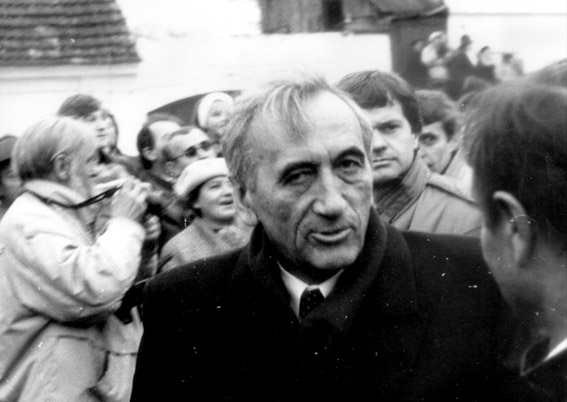
Tadeusz Mazowiecki

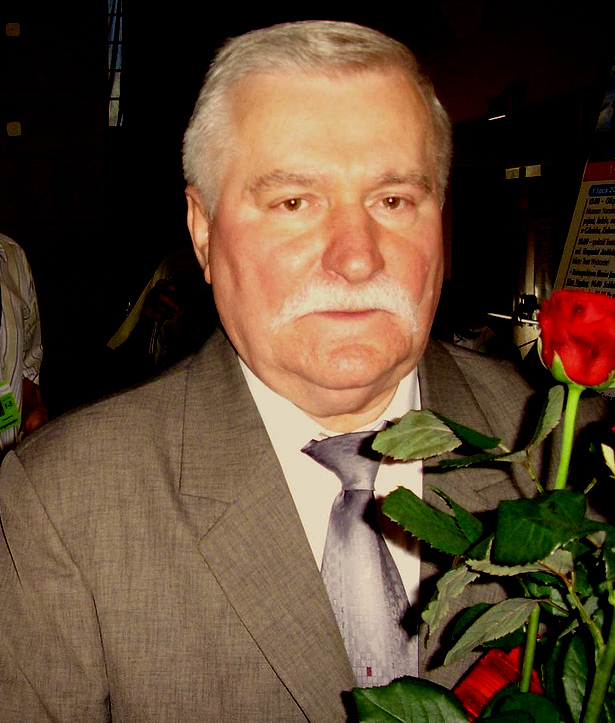
Lech Wałęsa

Wydarzenia polityczne w 1990 roku.

## Styczeń
- 1 stycznia – przejęcie przez Irlandię prezydencji w Radzie Wspólnot Europejskich[1].
- 9 stycznia – wybór Aldo Angioi na przewodniczącego Trybunału Obrachunkowego[1].
- 11 stycznia – 300-tysięczny wiec zorganizowany przez litewski Sąjūdis na rzecz odzyskania niepodległości[2].
- 15 stycznia – wiec w Berlinie Wschodnim zorganizowany w proteście przeciwko wysiłkom na rzecz zachowania Urzędu Bezpieczeństwa Narodowego[2].

## Luty
- 2 lutego – legalizacja ANC przez władze RPA[3].
- 7 lutego – decyzja Komitetu Centralnego KPZR o wykreśleniu konstytucyjnego zapisu o przewodniej roli KPZR[3].
- 11 lutego – uwolnienie przywódcy ANC – Nelsona Mandeli[3].
- 11–13 lutego – konferencja ministrów spraw zagranicznych z 23 państw NATO i UW w Ottawie. Podjęto decyzję o otwartych przestworzach, redukcji liczby stacjonujących w Europie wojsk USA i ZSRR oraz dalszych rozmowach w sprawie państw niemieckich[3].
- 22–25 lutego – porozumienie o wycofaniu jednostek radzieckich z terenów Czechosłowacji do 1 lipca 1991[3].
- 24 lutego – zwycięstwo Sąjūdisu w litewskich wyborach parlamentarnych[3].
- 25 lutego – zwycięstwo Narodowej Unii Oporu w wyborach w Nikaragui[3].
- 27 lutego – nawiązanie stosunków dyplomatycznych pomiędzy Polską i Izraelem[3].

## Marzec
- 11 marca – przyjęcie deklaracji niepodległości przez parlament Litwy[3].
- 11 marca – początek wycofywania się wojsk radzieckich na Węgrzech[3].
- 15 marca – zniesienie systemu jednopartyjnego w Mongolii[3].
- 21 marca – uzyskanie niepodległości przez Namibię[3].
- 25 marca – na Węgrzech odbyły się wybory parlamentarne[2].
- 30 marca – przyjęcie deklaracji niepodległości przez parlament Łotwy[3].

## Kwiecień
- 2 kwietnia – zawarcie układu o współpracy gospodarczej i handlowej pomiędzy Wspólnotą Europejską a Argentyną[1].
- 9 kwietnia – spotkanie przedstawicieli władz Polski, Czechosłowacji i Węgier w Bratysławie inicjujące nawiązanie współpracy trójstronnej[3].
- 21 kwietnia – przywrócenie przez Radę Najwyższą Łotwy konstytucji z 1922 roku[2].
- 28 kwietnia – specjalne spotkanie Rady Europejskiej w Dublinie w związku z kwestią zjednoczenia Niemiec[1].

## Maj
- 4 maja – przyjęcie deklaracji niepodległości przez parlament Estonii[3].
- 11–12 maja – decyzja o reaktywowaniu Rady Bałtyckiej w czasie spotkania prezydentów trzech republik bałtyckich w Tallinnie[3].
- 18 maja – porozumienie rządów RFN i NRD o utworzeniu unii gospodarczej[3].
- 22 maja – powstanie Republiki Jemenu[3].
- 27 maja – zwycięstwo Narodowej Ligi na Rzecz Demokracji w pierwszych od 30 lat wolnych wyborach w Birmie, unieważnione decyzją armii[3].
- 29 maja – podpisanie w Paryżu Układu ustanawiającego Europejski Bank Odbudowy i Rozwoju[1].

## Czerwiec
- 1 czerwca – porozumienie między USA a ZSRR dotyczące redukcji broni chemicznej, broni jądrowej oraz liczby rakiet strategicznych[3].
- 12 czerwca – przyjęcie deklaracji suwerenności przez parlament Rosyjskiej FSRR[3].
- 19 czerwca – Holandia, Belgia, Luksemburg, Francja i Niemcy podpisały układ z Schengen w sprawie zniesienia kontroli granicznych[1].
- 21 czerwca – deklaracja parlamentów obu państw niemieckich uznająca nienaruszalność polskiej granicy zachodniej[3].

## Lipiec
- 1 lipca – przejęcie przez Włochy prezydencji w Radzie Wspólnot Europejskich[3].
- 4 lipca – złożenie wniosku o przyjęcie do Wspólnot Europejskich przez Cypr[3].
- 16 lipca – złożenie wniosku o przyjęcie do Wspólnot Europejskich przez Maltę[3].
- 16 lipca – przyjęcie deklaracji suwerenności przez parlament Ukrainy[3].
- 27 lipca – przyjęcie deklaracji suwerenności przez parlament Białorusi[3].

## Sierpień
- 2 sierpnia – początek agresji Iraku na Kuwejt[3].
- 15 sierpnia – podpisanie porozumienia kończącego wojnę iracko-irańską[3].
- 23 sierpnia – decyzja wschodnioniemieckiej Izby Ludowej w sprawie zjednoczenia Niemiec (294 głosy „za”, 62 „przeciw”, 7 „wstrzymujących się”)[2].

## Wrzesień
- 2 września – ogłoszenie secesji od Mołdawii przez władze Naddniestrza[3].
- 2–3 września – przyjęcie Deklaracji Morza Bałtyckiego w czasie konferencji w Ronneby[3].
- 12 września – podpisanie Układu o ostatecznej regulacji w odniesieniu do Niemiec w Moskwie, w czasie czwartej i ostatniej sesji Konferencji dwa plus cztery[3].
- 30 września – zrzeczenie się praw do kontroli zjednoczonych Niemiec przez ministrów spraw zagranicznych Francji, USA, Wielkiej Brytanii i ZSRR[3].

## Październik
- 2 października – przystąpienie Węgier do Rady Europy[3].
- 3 października – zjednoczenie Niemiec[3].
- 12 października – porozumienie między ZSRR a Niemcami w sprawie wycofywania wojsk radzieckich z obszarów byłej NRD i Berlina Wschodniego[3].
- 24–25 października – konferencja przedstawicieli sześciu państw bałkańskich w Tiranie[3].

## Listopad
- 9 listopada – podpisanie układu o dobrym sąsiedztwie, partnerstwie i współpracy między Niemcami a ZSRR[3].
- 10 listopada – początek ofensywy opozycji w Czadzie pod dowództwem Idrissa Déby[3].
- 14 listopada – podpisanie Traktatu o potwierdzeniu istniejącej granicy między Polską i Niemcami[3].
- 17 listopada – podpisanie Dokumentu wiedeńskiego ustanawiającego III generację CSBM[3].
- 19–21 listopada – konferencja państw członkowskich KBWE i Albanii. Podpisanie Traktatu o konwencjonalnych siłach zbrojnych w Europie oraz Paryskiej Karty Nowej Europy[3].
- 25 listopada – pierwsza tura wyborów prezydenckich w Polsce[4].
- 27 listopada – podpisanie układu z Schengen przez przedstawicieli Włoch[3].

## Grudzień
- 1 grudnia – obalenie prezydenta Czadu – Hissène Habré – przez opozycję[3].
- 2 grudnia – wybory parlamentarne w Niemczech[3].
- 9 grudnia – druga tura wyborów prezydenckich w Polsce, zakończona zwycięstwem Lecha Wałęsy[4].
- 12 grudnia – wybory parlamentarne w Danii[3].
- 14–15 grudnia – w czasie spotkania Rady Europejskiej w Rzymie obrady rozpoczynają dwie Konferencje Międzyrządowe – w sprawie Unii Gospodarczej i Walutowej oraz w sprawie Unii Politycznej[3].
- 23 grudnia – referendum w Słowenii, zwycięskie dla zwolenników secesji od Jugosławii[3].